# Elatostema machaerophyllum
Elatostema machaerophyllum är en nässelväxtart som beskrevs av Hallier f.. Elatostema machaerophyllum ingår i släktet Elatostema och familjen nässelväxter. Inga underarter finns listade i Catalogue of Life.